# Fawzi El-Mardi
Fawzi El-Mardi – sudański piłkarz grający na pozycji obrońcy. W swojej karierze grał w reprezentacji Sudanu.

## Kariera klubowa
Swoją karierę piłkarską El-Mardi rozpoczął w klubie Al-Nasr Omdurman. Zadebiutował w nim w 1968 roku. W 1971 roku przeszedł do Al-Hilal Omdurman. Grał w nim do 1975 roku. W sezonie 1973 wywalczył z nim mistrzostwo Sudanu, a w sezonie 1977 zdobył z nim Puchar Sudanu. W 1980 roku zakończył w nim swoją karierę.

## Kariera reprezentacyjna
W 1976 roku El-Mardi został powołany do reprezentacji Sudanu na Puchar Narodów Afryki 1976. Wystąpił na nim w dwóch meczach grupowych: z Marokiem (2:2) i z Nigerią (0:1).